# Монро (Нью-Йорк)
Монро (англ. Monroe) — місто (англ. town) в США, в окрузі Орандж штату Нью-Йорк. Населення — 21 387 осіб (2020).

## Демографія
Згідно з переписом 2010 року, у місті мешкало 39 912 осіб у 10 312 домогосподарствах у складі 8606 родин. Було 11144 помешкання
Расовий склад населення:
| - 91,3 % — білих - 2,5 % — азіатів - 2,2 % — чорних або афроамериканців - 0,1 % — корінних американців - 2,6 % — осіб інших рас |

До двох чи більше рас належало 1,3 %. Частка іспаномовних становила 8,4 % від усіх жителів.
За віковим діапазоном населення розподілялося таким чином: 44,2 % — особи молодші 18 років, 50,4 % — особи у віці 18—64 років, 5,4 % — особи у віці 65 років та старші. Медіана віку мешканця становила 21,8 року. На 100 осіб жіночої статі у місті припадало 103,2 чоловіків;  на 100 жінок у віці від 18 років та старших — 101,1 чоловіків також старших 18 років.
Середній дохід на одне домашнє господарство  становив 87 250 доларів США (медіана — 66 482), а середній дохід на одну сім'ю — 88 943 долари (медіана — 67 568). Медіана доходів становила 63 591 долар для чоловіків та 51 452 долари для жінок. За межею бідності перебувало 28,6 % осіб, у тому числі 38,3 % дітей у віці до 18 років та 5,0 % осіб у віці 65 років та старших.
Цивільне працевлаштоване населення становило 14 511 осіб. Основні галузі зайнятості: освіта, охорона здоров'я та соціальна допомога — 30,0 %, роздрібна торгівля — 17,8 %, науковці, спеціалісти, менеджери — 8,9 %, виробництво — 7,1 %.